# Gabriel Guetrater
Gabriel Gutrater, auch Gabriel Guetrater (* um 1465, vermutlich in Laufen, Salzburg; † 9. Februar 1527, vermutlich in Wien) war Ratsherr, Schreiber und Bürgermeister der Stadt Wien, außerdem Jurist und Rektor der Universität Wien. Zur Unterscheidung von seinem Vater Gabriel Gutrater der Ältere wird er gewöhnlich als Gabriel Gutrater der Jüngere bezeichnet.

## Herkunft
Gabriel Gutrater der Jüngere stammte aus Laufen an der Salzach. Seine Eltern waren Gabriel der Ältere († 1485, begraben in der Stiftskirche in Laufen) und Anna Erlinger. Verheiratet war er nach 1502 mit Katrei (Katharina) Sifringer († um 1529) der Tochter von Thomas Sifringer (auch Suffringer) und Witwe des Apothekers Peter Reschl (Apotheker) und des Ratsherrn Hieronymus (auch Jeronim) Etzlinger.
Sein Wappen zeigt im schwarzen Schild drei im Dreieck angeordnete goldene Rauten.

## Anfänge an der Wiener Universität
Gabriel Gutrater, der sich im Sommer 1483 in die allgemeine Universitätsmatrikel als Angehöriger der rheinischen Nation eingetragen hatte, studierte an der Universität Wien und erwarb am 16. Juni 1485 das Bakkalaureat an der Artistenfakultät. Am 3. Februar 1487 wurde er Magister. Im Wintersemester 1486/1487 begann er ein Studium an der juridischen Fakultät, im Wintersemester 1489/1490 wurde er Bakkalar der Rechte, im Wintersemester 1492/1493 erwarb er den Grad eines Lizenziaten des Rechte. Gutrater war im Wintersemester 1497/1498 Prokurator der rheinischen Nation an der Wiener Universität und wurde im Sommersemester 1500 ihr Rektor.

## Karriere im Dienst der Stadt Wien
Nach dem Tod des Wiener Stadtschreibers Stefan Vorchtenauer wurde Gabriel Gutrater sein Nachfolger. Er trat dieses Amt zwischen dem 23. August und dem 8. Oktober 1506 an und übte es bis 1521 aus. In seine Zeit als Stadtschreiber fallen wichtige historische Ereignisse, so die Doppelhochzeit von 1515 und der Aufstand der Stände gegen das landesfürstliche Regime im Jahr 1519/1520. Nach der Niederschlagung des von Bürgermeister Martin Siebenbürger geleiteten Aufstands durch Erzherzog Ferdinand I. wurde Gutrater 1522 Bürgermeister von Wien. Bei der Ausübung dieses Amtes ließ er sich von seinen Freund Johannes Cuspinian beraten, der als einstiger kaiserlicher Diplomat das Vertrauen der Herzöge von Österreich besaß und sein Amt als Stadtanwalt auch unter Erzherzog Ferdinand behalten hatte.
Nach dem unerwarteten Tod des Stadtschreibers Hans Murringer Ende des Jahres 1523 trat Gutrater zwischen 3. und 26. Februar 1524 als Bürgermeister zurück und übernahm neuerlich das Stadtschreiberamt, das er vermutlich bis zu seinem Tod ausübte. In diese zweite Amtszeit als Stadtschreiber fällt die Wiener Stadtordnung, die Erzherzog Ferdinand am 12. März 1526 verabschiedete.

## Tod
Gabriel Gutrater starb am 9. Februar 1527, vermutlich in Wien. Seine letzte Ruhestätte fand er in der Kirche St. Stephan.

## Hinweise zu seiner Persönlichkeit
Gabriel Gutraters Karriere ist relativ unspektakulär, doch dürfte er die von ihm übernommenen Aufgaben gut erfüllt haben. Er entsprach dem  Typus des tüchtigen und zuverlässigen Beamten, was auch ein wesentlicher Grund dafür gewesen sein dürfte, dass er für Erzherzog Ferdinand I. als Bürgermeister akzeptabel war.

## Würdigung
In Wien-Ottakring wurde am 19. März 1901 der Gutraterplatz nach ihm benannt.